# Річард Мур (яхтсмен)
Річард Мур (англ. Richard Moore, 11 серпня 1910 — 16 листопада 2005) — американський яхтсмен.
Олімпійський чемпіон 1932 року в класі 8 метрів.